# Madeiras regionvapen
Madeiras regionvapen består av två Munksälar på var sin sida om en sköld. Skölden har samma färger och kors som Madeiras flagga. Regionvapnet antogs 24 april 1991.